# Gaston-François de Witte
Pour les articles homonymes, voir de Witte.
Gaston-François de Witte est un herpétologiste belge, né le 12 juin 1897 à Anvers et mort le 1er juin 1980 à Bruxelles. 

## Biographie
Appelé le plus souvent Gaston, il est le fils de Henry de Witte et de Jeanne della Faille de Leverghem et petit-fils du baron Jean de Witte, également homme de sciences. Il est membre de la famille de Witte (Anvers).
Dès son enfance, il est passionné de sciences naturelles. Pendant sa scolarité chez les Bénédictins de l'Abbaye de Maredsous, Gaston-François de Witte fait la rencontre du zoologiste britannique George Albert Boulenger venu étudier, dans les collections de l’Abbaye, des fossiles du marbre de Denée. George Albert Boulenger se prend d’amitié pour lui, l’encourage à étudier les batraciens et les reptiles et rencontre ses parents.

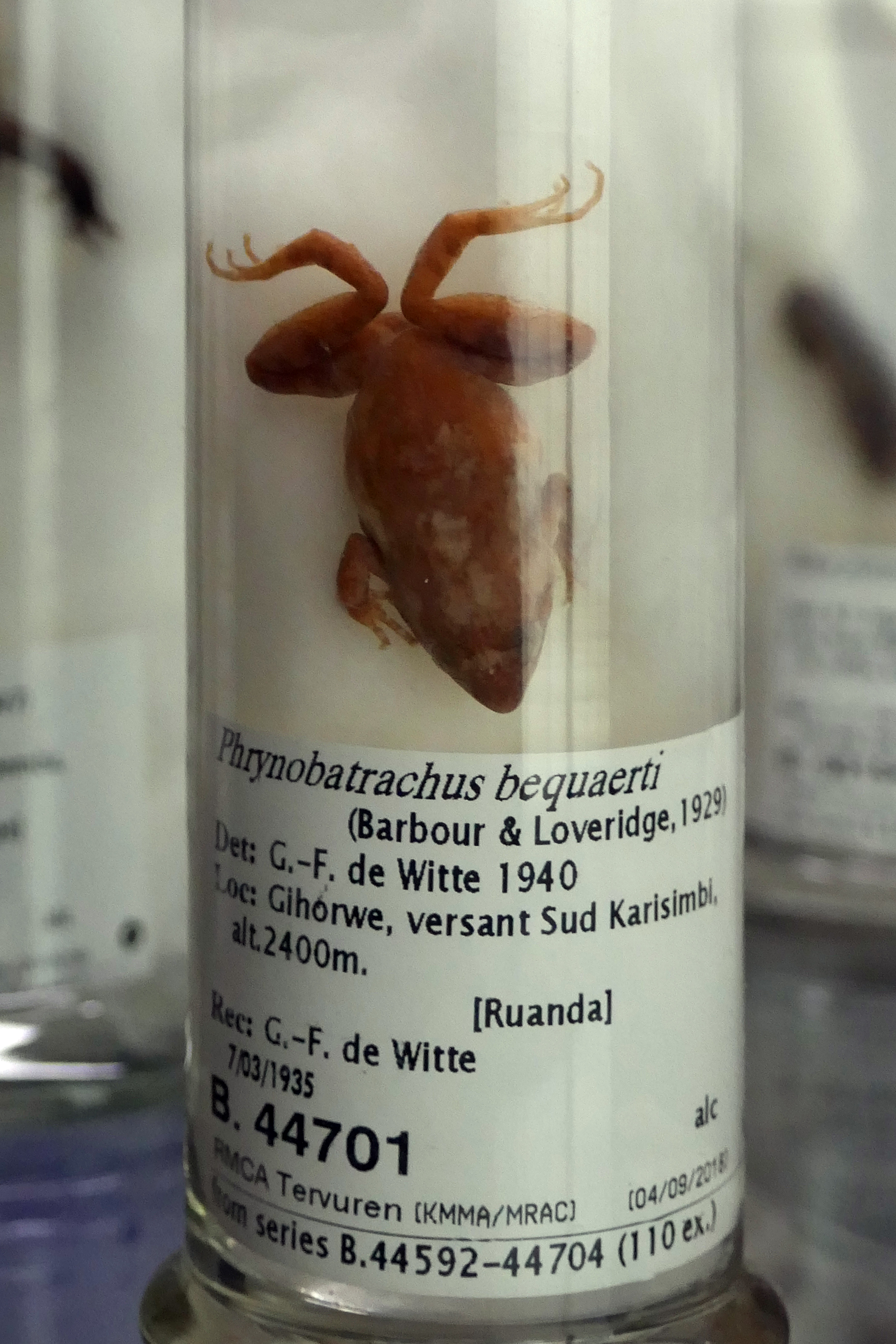
Spécimen de Phrynobatrachus bequaerti collecté en 1940 sur le versant sud du mont Karisimbi (Rwanda).

Lorsqu'éclate la Première Guerre mondiale, Gaston-François de Witte trouve refuge chez Boulenger dans sa maison de Londres. Ce séjour lui permet d'apprendre l’anglais. Il travaille au British Museum (Natural History), où Boulenger l’initie aux techniques de préparation et à la gestion de collections zoologiques. Le 9 février 1916, de Witte s’engage comme volontaire ,. Après la guerre, il étudie à l’Université libre de Bruxelles. Il y suit les cours d’Auguste Lameere et ceux de Jean Massart. Ces études le mène jusqu'au doctorat.
Dès 1920, il est nommé attaché à titre temporaire à la section des sciences naturelles du Musée royal de l'Afrique centrale de Tervuren,, section qu’il dirige, toujours en intérimaire, en 1920-1921, en l’absence du titulaire, Henri Schouteden. En 1922, il se marie avec Marguerite del Marmol. De novembre 1924 à septembre 1925, il fait, en partie en compagnie de H. Schouteden, un voyage d’exploration au Congo belge. Il ramène quelque 25 000 pièces, surtout des serpents et des poissons ainsi qu’un ensemble ethnographique et de nombreuses photographies, et laissa le tout au Musée du Congo belge. Nommé en 1927 à titre définitif, après le départ de Jean-Marie Derscheid, il devient en 1936 chef de la section de zoologie et d’entomologie. D’août 1930 à septembre 1931, il effectue une mission au Katanga, recueillant des spécimens zoologiques et botaniques, ainsi qu’une  collection d'objets. D’août 1933 au 26 juillet 1935, il explore le Parc national Albert (créé depuis moins de 10 ans au Congo, dans la région de Kivu).

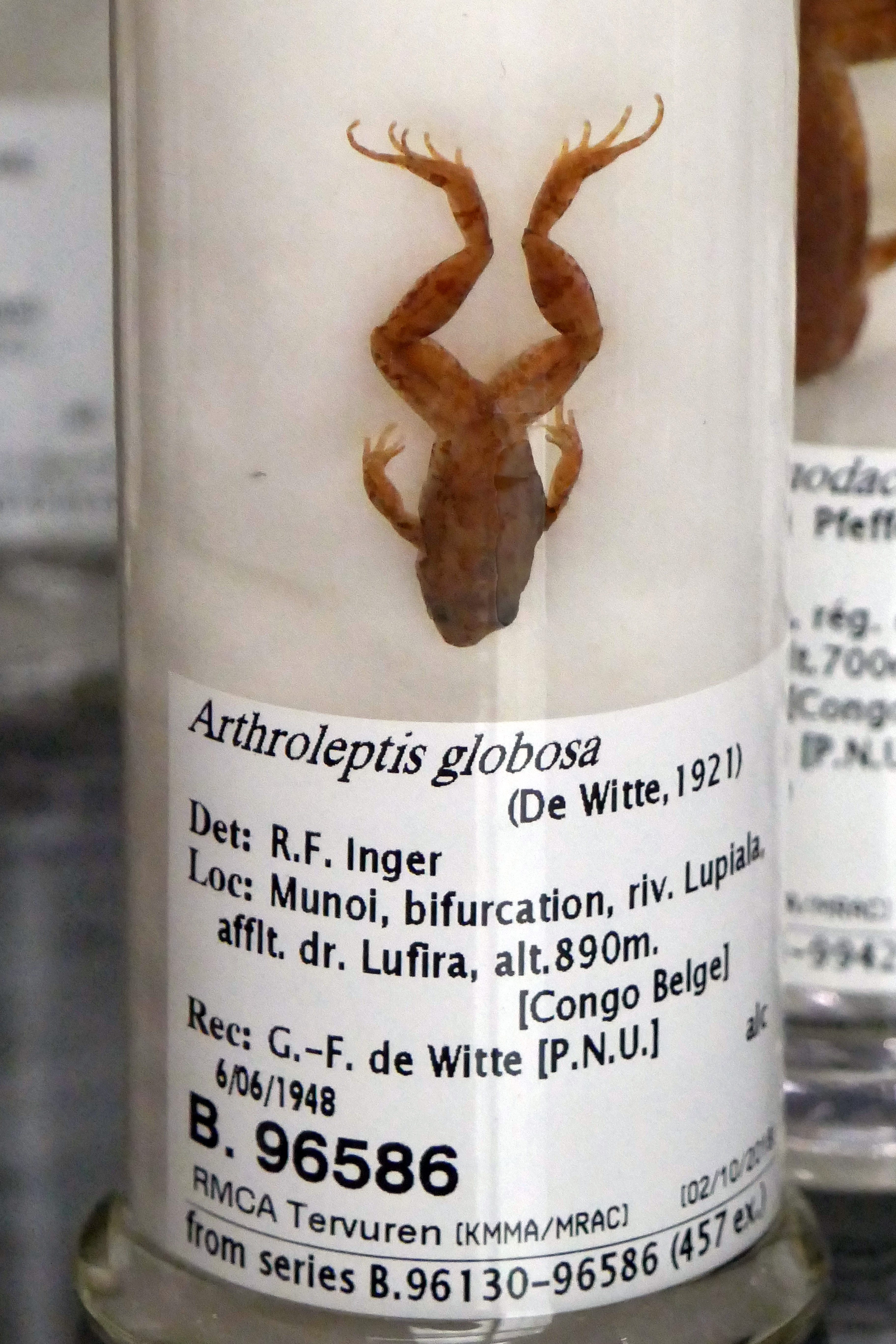
Arthroleptis xenochirus collecté au Congo belge en 1948.

En 1937, il quitte le Musée du Congo et succède à Louis Giltay au Musée royal d’Histoire naturelle de Belgique,. Il en dirige, jusqu’à sa retraite, la section des vertébrés récents. À la fin de la Seconde Guerre mondiale, il reprend aussi des missions scientifiques en Afrique. De décembre 1944 à août 1945, il remplit une mission d’information pour l’Institut des Parcs nationaux du Congo belge, visitant les parcs Albert, de la Garamba, de l’Upemba et de l'Akagera. Puis du 27 novembre 1946 au 7 avril 1947, et à nouveau du 17 octobre 1948 au 4 mai 1949, il dirige une mission au Parc national de l’Upemba. L'Institut royal des sciences naturelles de Belgique lui doit notamment un catalogue des collections sur fiches, une iconothèque, le suivi de l’exécution des cartes-vues éditées par l’Institut, l’installation de dioramas de batraciens et de reptiles dans leur milieu, (les premiers dioramas de l’Institut).
À l'Institut des parcs nationaux du Congo belge, il devient responsable de la section scientifique, du 1er août 1937 au 31 décembre 1951, et membre du Comité de direction, du 1er janvier 1949 au 20 janvier 1951.
Fin 1951, il est libéré de ses fonctions de conservateur à l’Institut royal des Sciences naturelles de Belgique, et se consacre dès lors entièrement à ses recherches. Il étudie particulièrement la faune herpétologique du Congo belge. Il effectue également de nouvelles missions scientifiques en Afrique. Du 10 janvier 1952 au 12 juin 1953, il travaille ainsi à nouveau au Parc Albert, au Congo. Du 20 octobre au 21 décembre 1958, il accompagne Victor van Straelen, président de l’Institut des Parcs nationaux du Congo belge, dans une mission d’inspection, dans un pays dont l'élite locale commence à envisager la décolonisation et l'indépendance.
Il a enrichi les collections africaines des musées belges par des centaines de milliers de spécimens d’amphibiens, d'insectes, de mammifères, d'oiseaux, de poissons, et de reptiles. Ces apports ont permis de décrire des genres nouveaux et des espèces animales nouvelles. À cela s’ajoutent plus de vingt mille clichés photographiques en noir ou en couleur, ainsi que des centaines d'objets ethnographiques et d’herbiers africains.

## Titre de noblesse
Gaston-François de Witte est écuyer du Royaume de Belgique.

## Distinctions honorifiques
- Médaille de la Victoire 1914-1918 (28 septembre 1919)
- Médaille commémorative de la guerre 1914-1918  (28 septembre 1919)
- Chevalier de l’Ordre de Léopold II (25 décembre 1926)
- Chevalier de l’Ordre royal du Lion (8 avril 1938)
- Chevalier de l’Ordre de Léopold (8 avril 1946)
- Médaille civique de Première Classe (6 juin 1946)
- Commandeur de l’Ordre de Léopold II (5 mars 1952)
- Commandeur de l’Ordre royal du Lion (18 octobre 1958)
- Grand Officier de l’Ordre de Léopold (8 avril 1965)

Il fut également nommé Honorary Foreign Member de l’American Society of Ichtyologists and Herpetologists (1946), Member of the International Trust for Zoological Nomenclature (1958), Honorary Life Member of the Herpetological African Association (1968).
La Classe des Sciences de l’Académie royale de Belgique lui décerna le Prix Selys Longchamps (septième période: 1936-1941).

## Publications
Liste non exhaustive

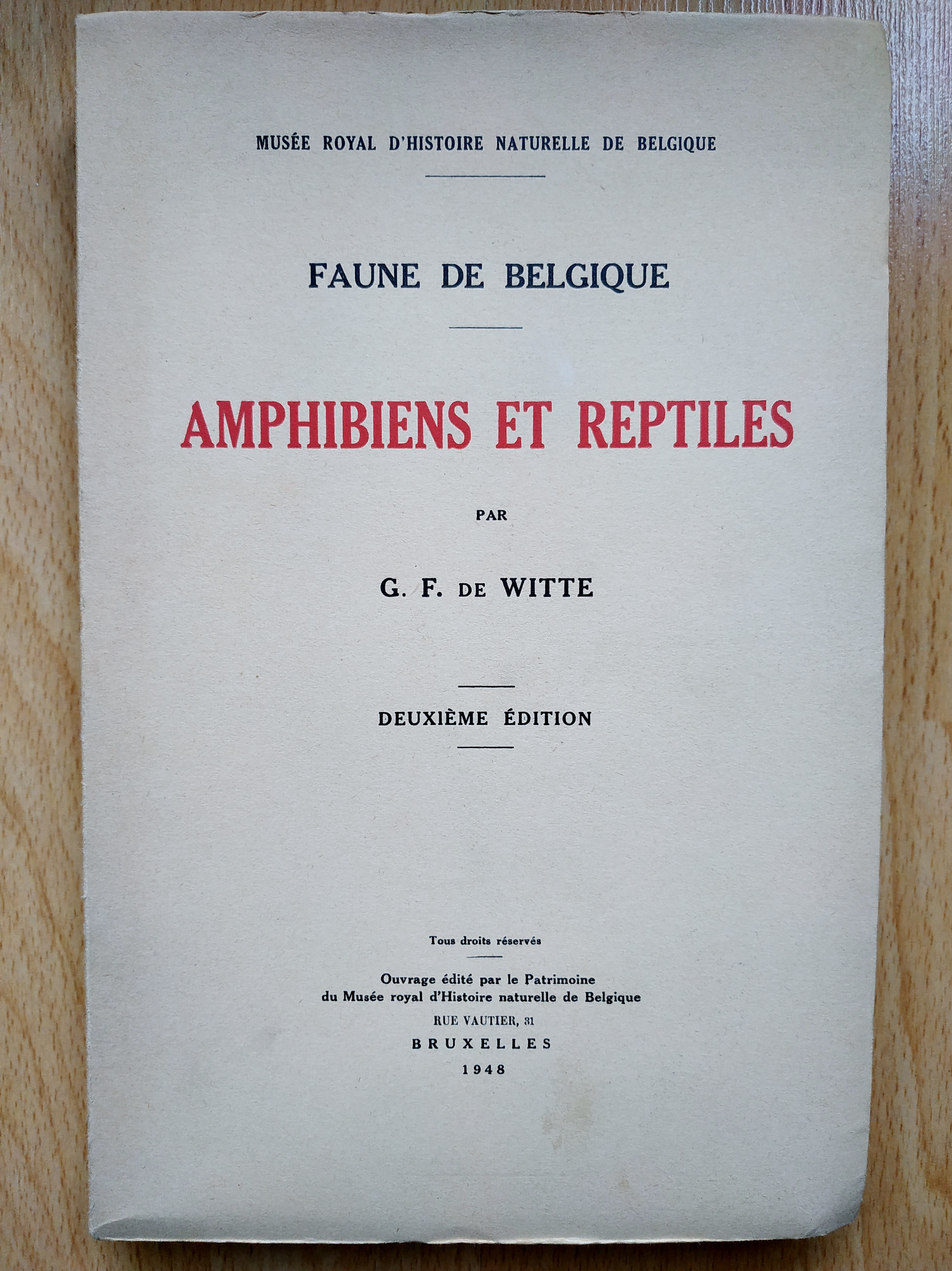
Gaston-François de Witte - Faune de Belgique - amphibiens et reptiles - 1948.

- Genera des Serpents du Congo et du Ruanda-Urundi (1962).
- Batraciens récoltés au Congo Belge par le Dr H. Schouteden et par M. G.-F. de Witte (1934).
- A new chameleon from the Congo (1964).
- Batraciens et reptiles (1941).
- Faune de Belgique: amphibiens et reptiles (1948)
- Exploration du Parc National Albert, mission G.F. de Witte, (1933-1935)
- Reptiles. Partie 48 de Exploration du Parc national de la Garamb, Institut des parcs nationaux du Congo (1966)
- Les Caméléons de l'Afrique Centrale (République démocratique du Congo, République du Rwanda et Royaume du Burundi), Musée royal de l'Afrique centrale (1965)
- Contribution à la systematique des formes dégradées de la famille des Scincidae apparentées au genre Scelotes Fitzinger, . (1943)
- Genera des serpents du Congo et du Ruanda-Urundi,  Musée royal de l'Afrique centrale. (1962)
- Révision d'un groupe de Colubridae africains. Genres Calamelaps, Miodon, Aparallactus et formes affines, &c, Mémoires du Musée royal d'histoire naturelle de Belgique. (1947)
- Instructions pour la récolte et la préparation des reptiles, batraciens et poissons, Musée royal d'histoire naturelle de Belgique. (1940)
- Résultats scientifiques du voyage aux Indes Orientales Néerlandaises de LL. AA. RR. le Prince et la Princesse Léopold de Belgique, Volume 2. Mémoires du Musée Royal d'Histoire Naturelle de Belgique: Hors série (1930)